# Microrregión de Guajará-Mirim
La Microrregión de Guajará-Mirim es una de las ocho microrregiones del estado de Rondonia, en Brasil. Forma parte de la mesorregión de Madeira-Guaporé. 
Esta microrregión fue escenario del inicio de la historia de Rondonia, pero es una de las microrregiones más aisladas del estado. Está formada por tres municipios.

## Municipios
- Costa Marques
- Guajará-Mirim
- São Francisco del Guaporé

- Datos: Q2323692